# 린리스고

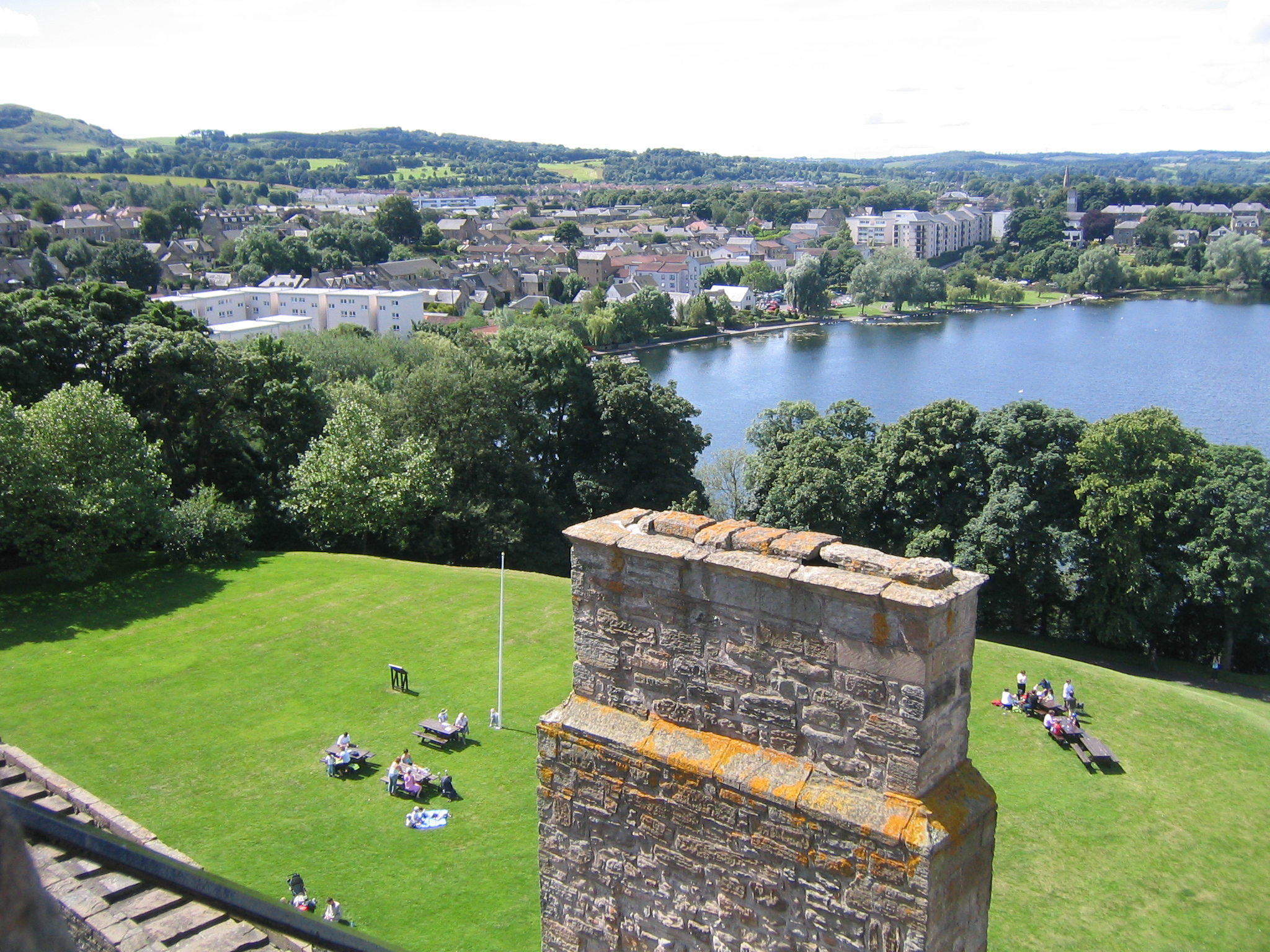
린리스고

린리스고(영어: Linlithgow, 스코트어: Lithgae, 스코틀랜드 게일어: Gleann Lucha)는 스코틀랜드 웨스트로디언에 위치한 도시로 인구는 19,000명(2011년 기준)이다. 스코틀랜드의 왕인 제임스 5세와 스코틀랜드의 여왕인 메리가 태어난 린리스고 궁전으로 유명한 곳이다.